# Santa Maria de Palau de Gurb
Santa Maria de Palau de Gurb és una església amb elements romànics i barrocs situat a Granollers de la Plana, dins del terme de Gurb (Osona)i inclosa a l'Inventari del Patrimoni Arquitectònic de Catalunya.

## Descripció
Edifici religiós. Capella de nau única amb capçalera i sense absis. L'entrada es troba a la part de migdia, formant un petit comunidor. La nau és orientada de llevant a ponent, indret on s'eleva un petit campanaret d'espadanya, L'interior està cobert amb volta de canó. Als peus de la nau hi ha un cor al qual s'accedeix mitjançant una escala de cargol. A la part esquerra i adossat a la nau es forma la sagristia. El presbiteri se separa de la nau mitjançant unes escales. S'observa un arc toral a la part de l'altar i un altre al centre de la nau. A l'interior es poden observar restes de pintura, per bé que es troben en molt mal estat. L'exterior és arrebossat i pintat en alguns sectors mentre que en altres la pedra és vista. El mur de migdia és sostingut per un gros contrafort.
Posseïa una imatge gòtica de la Mare de Déu, actualment situada al Mas Pradell.

## Història
Es troba dins la demarcació de Sant Esteve de Granollers de la Plana, a la part més nord del terme, i la seva demarcació primitiva comprenia el terreny situat entre la riera de Sorreigs i el Ter. Palau és documentat des del 930 i fou cedida a Ripoll pel comte Borrell vers el 950. Al segle x s'hi creà la pabordia d'Osona o de Palau, del monestir de Ripoll, que va subsistir fins al 1835. La capella conserva una bona part de la nau romànica, amb la capçalera molt modificada al segle xviii i ampliada amb un atri i una sagristia.
Fins fa poc conservava una imatge d'alabastre de Santa Maria de Palau, avui guardada al mas Pradell.